# Pierwszy gabinet Paula Keatinga
Pierwszy gabinet Paula Keatinga – pięćdziesiąty dziewiąty gabinet federalny Australii, urzędujący od 20 grudnia 1991 do 24 marca 1993. Był piątym z rzędu jednopartyjnym gabinetem Australijskiej Partii Pracy (ALP).

## Okoliczności powstania i dymisji
Gabinet powstał wskutek przesilenia wewnętrznego w ALP, podczas którego dotychczasowy premier Bob Hawke przegrał nadzwyczajne wybory lidera partii i został zastąpiony przez ich zwycięzcę, Paula Keatinga. Gabinet urzędował do końca kadencji Izby Reprezentantów. Wybory parlamentarne w 1993 przyniosły ALP kolejne zwycięstwo, dzięki czemu Keating mógł utworzyć następnie swój drugi gabinet.

## Skład
| stanowisko | osoba             | od              | do              |
| --- | ----------------- | --------------- | --------------- |
| premier | Paul Keating      | 20 grudnia 1991 | 24 marca 1993   |
| wicepremier | Brian Howe        | 20 grudnia 1991 | 24 marca 1993   |
| minister zdrowia, mieszkalnictwa i służb społecznych                                                                              | Brian Howe        | 20 grudnia 1991 | 24 marca 1993   |
| minister wspierający premiera w kwestiach sprawiedliwości społecznej                                                              | Brian Howe        | 20 grudnia 1991 | 24 marca 1993   |
| minister wspierający premiera w kwestiach relacji rządu federalnego z rządami stanowymi                                           | Brian Howe        | 20 grudnia 1991 | 24 marca 1993   |
| minister przemysłu, technologii i gospodarki                                                                                      | John Button       | 20 grudnia 1991 | 24 marca 1993   |
| minister spraw zagranicznych i handlu                                                                                             | Gareth Evans      | 20 grudnia 1991 | 24 marca 1993   |
| minister handlu i rozwoju zagranicznego                                                                                           | Neal Blewett      | 20 grudnia 1991 | 27 grudnia 1991 |
| wiceminister przemysłu, technologii i gospodarki (w randze członka gabinetu)                                                      | Neal Blewett      | 20 grudnia 1991 | 27 grudnia 1991 |
| wiceminister przemysłu podstawowego i energii (w randze członka gabinetu)                                                         | Neal Blewett      | 20 grudnia 1991 | 27 grudnia 1991 |
| minister skarbu | Ralph Willis      | 20 grudnia 1991 | 27 grudnia 1991 |
| minister skarbu | John Dawkins      | 27 grudnia 1991 | 24 marca 1993   |
| prokurator generalny | Michael Duffy     | 20 grudnia 1991 | 24 marca 1993   |
| minister zatrudnienia, edukacji i szkoleń                                                                                         | John Dawkins      | 20 grudnia 1991 | 27 grudnia 1991 |
| minister zatrudnienia, edukacji i szkoleń                                                                                         | Kim Beazley       | 27 grudnia 1991 | 24 marca 1993   |
| minister finansów | Kim Beazley       | 20 grudnia 1991 | 27 grudnia 1991 |
| minister finansów | Ralph Willis      | 27 grudnia 1991 | 24 marca 1993   |
| minister transportu i komunikacji                                                                                                 | John Kerin        | 20 grudnia 1991 | 27 grudnia 1991 |
| minister transportu i komunikacji                                                                                                 | Graham Richardson | 27 grudnia 1991 | 18 maja 1992    |
| minister transportu i komunikacji                                                                                                 | Bob Collins       | 27 maja 1992    | 24 marca 1993   |
| minister zabezpieczenia społecznego                                                                                               | Graham Richardson | 20 grudnia 1991 | 27 grudnia 1991 |
| minister zabezpieczenia społecznego                                                                                               | Neal Blewett      | 27 grudnia 1991 | 24 marca 1993   |
| wiceprzewodniczący Federalnej Rady Wykonawczej                                                                                    | Graham Richardson | 20 grudnia 1991 | 24 marca 1993   |
| minister obrony | Robert Ray        | 20 grudnia 1991 | 24 marca 1993   |
| minister imigracji, samorządu lokalnego i spraw narodowościowych                                                                  | Gerry Hand        | 20 grudnia 1991 | 24 marca 1993   |
| minister wspierający premiera w kwestiach wielokulturowości                                                                       | Gerry Hand        | 20 grudnia 1991 | 24 marca 1993   |
| minister sztuki, sportu, środowiska, turystyki i terytoriów (od 27 grudnia 2011 minister sztuki, sportu, środowiska i terytoriów) | Ros Kelly         | 20 grudnia 1991 | 24 marca 1993   |
| minister ds. warunków zatrudnienia                                                                                                | Peter Cook        | 20 grudnia 1991 | 24 marca 1993   |
| minister wspierający premiera w kwestiach służby cywilnej                                                                         | Peter Cook        | 20 grudnia 1991 | 24 marca 1993   |
| minister służb administracyjnych                                                                                                  | Nick Bolkus       | 20 grudnia 1991 | 24 marca 1993   |
| minister przemysłu podstawowego i energii                                                                                         | Simon Crean       | 20 grudnia 1991 | 24 marca 1993   |
| minister zasobów | Alan Griffiths    | 27 grudnia 1991 | 24 marca 1993   |
| minister turystyki | Alan Griffiths    | 27 grudnia 1991 | 24 marca 1993   |
| minister żeglugi i lotnictwa | Bob Collins       | 27 grudnia 1991 | 27 maja 1992    |
| minister żeglugi i lotnictwa | Peter Cook        | 27 maja 1992    | 24 marca 1993   |
| minister wspierający premiera w kwestiach północnej Australii                                                                     | Bob Collins       | 27 grudnia 1991 | 27 maja 1992    |
| minister wspierający premiera w kwestiach północnej Australii                                                                     | Ben Humphreys     | 27 maja 1992    | 24 marca 1993   |
| minister ds. weteranów | Ben Humphreys     | 27 maja 1992    | 24 marca 1993   |